# ایوان فرانیچ (بازیکن فوتبال، زاده ۱۹۹۷)
ایوان فرانیچ (انگلیسی: Ivan Franjić؛ زادهٔ ۸ سپتامبر ۱۹۹۷) بازیکن فوتبال اهل کرواسی است.
از باشگاه‌هایی که در آن بازی کرده‌است می‌توان به باشگاه فوتبال آینتراخت برانشوایگ اشاره کرد.